# منبال
قرية منبال هي إحدى القرى التابعة لمركز مطاي بمحافظة المنيا في جمهورية مصر العربية. حسب إحصاءات سنة 2006، بلغ إجمالي السكان في منبال 17330 نسمة، منهم 9040 رجلا و8290 امرأة.